# Winterbacher Ötscher
Der Winterbacher Ötscher ist ein 1090 m ü. A. hoher Berg östlich von St. Anton an der Jeßnitz in Niederösterreich.
Die südwestlich von Winterbach gelegene, bewaldete Bergkuppe bildet das westliche Ende eines Höhenzuges, der mit den Vorderen Tormäuern und dem Hochbärneck beginnt und dessen höchste Erhebung der Turmkogel (1130 m ü. A.) darstellt. Dem touristisch wenig erschlossenen Höhenzug wird meist in Zusammenhang mit einem Besuch des Hochbärnecks Aufmerksamkeit geschenkt. Der Winterbacher Ötscher ist touristisch nicht erschlossen.